# Echte Hundsrobben
Die Echten Hundsrobben (Phoca) sind eine Gattung der Hundsrobben und umfassen zwei Arten, darunter den bekannten Seehund (Phoca vitulina).

## Systematik
Die Echten Hundsrobben umfassen nach aktuellem Stand zwei Arten:
- Largha-Robbe (Phoca largha)
- Seehund (Phoca vitulina)

In der Vergangenheit enthielt die Gattung zahlreiche weitere Arten, die mittlerweile in verschiedene Gattungen aufgegangen sind. So ist die Sattelrobbe heute als Pagophilus groenlandicus der monotypischen Gattung Pagophilus zugeordnet und die Ringelrobbe (Pusa hispida) sowie die beiden Süßwasserrobben Baikalrobbe (Pusa sibirica) und Kaspische Robbe (Pusa caspica) werden der Gattung Pusa zugeordnet.
Nach den kladistischen Analysen von Bininda-Emonds und Russell war die gesamte Gattung paraphyletisch in Bezug auf die Bartrobbe (Erignathus barbatus), nach Palo und Väinöla eventuell auch in Bezug auf die Kegelrobbe (Halichoerus grypus). Die Largha-Robbe könnte als basale Art wahrscheinlich auch die Schwesterart aller anderen Vertreter sein und auch die Monophylie der beiden Süßwasserarten mit der Ringelrobbe wird auf molekularer Ebene in Frage gestellt.

## Belege
1. ↑  Don E. Wilson & DeeAnn M. Reeder (Hrsg.): Phoca (Seite nicht mehr abrufbar, festgestellt im April 2018. Suche in Webarchiven)  Info: Der Link wurde automatisch als defekt markiert. Bitte prüfe den Link gemäß Anleitung und entferne dann diesen Hinweis. in Mammal Species of the World. A Taxonomic and Geographic Reference (3rd ed).
2. ↑  Olaf R.P. Bininda-Emonds & A.P. Russell: A morphological perspective on the phylogenetic relationships of the extant phocid seals (Mammalia: Carnivora: Phocidae). In: Bonner zoologische Monographien. Bd. 41, 1996, S. 1–256.
3. 1 2  Jukka U. Palo, Risto Väinölä: The enigma of the landlocked Baikal and Caspian seals addressed through phylogeny of phocine mitochondrial sequences. In: Biological Journal of the Linnean Society. Band 88, Nr. 1, S. 61–72.

## Weiterführende Literatur
- Ronald M. Nowak: Walker's Mammals of the World. Johns Hopkins University Press, 1999, ISBN 0801857899.
- Malcolm C. McKenna, Susan K. Bell: Classification of Mammals: Above the Species Level. Columbia University Press, 2000, ISBN 0231110138.
- Nigel Bonner: Seals and Sea Lions of the World. Facts on File, 1994, ISBN 0816029555.